# Pseudomiza flavescens
Pseudomiza flavescens là một loài bướm đêm trong họ Geometridae.